# Elvenefris
Elvenefris je prvi i jedini album češkog Tehničkog Det Metal benda Lykathea Aflame. Album je snimljen u leto 2000. godine u Hostivar Studio u Pragu. Producenti ovog albuma bili su Zdeněk Šikýř i Pavel Marcel.
Obscene Productions je 30. oktobra 2011. godine reizdala album na 2 CD-a. Prvi CD sadržao je remaster verziju albuma sa još dve bonus pesme, dok je drugi sadržao originalnu verziju albuma iz 2000. godine. Na remaster verziji nalaze se još dve bonus pesme koje su snimljene za kompilacije Obscene Productions-a.

## Postava na albumu

### Članovi benda
- Petr "Ptoe" Tománek - Gitara, vokal
- Ondra Martínek - Gitara
- Andy Maresh - Bas gitara
- Tomáš Corn - Bubnjevi

### Gosti
- Jiri Tománek - Klavijature (na pesmi Walking in the Garden of Ma'at)
- Pavel Marcel - Klavijature

### Ostali
- Jana Šouflová	- Omot, logo
- Pavel Marcel - Produkcija, miks, mastering
- Zdeněk Šikýř - Produkcija, miks, mastering
- Chymus - Lejaut